# Klingbach
Der Klingbach ist ein knapp 38 km langer Wasserlauf in Rheinland-Pfalz und ein linker Zufluss des Michelsbachs. Er fließt auf seiner gesamten Länge durch die Südpfalz.

## Geographie

### Verlauf
Die Hauptquelle des Klingbachs im südlichen Pfälzerwald, dem deutschen Teil des Wasgaus, liegt in 289 m Höhe am Nordosthang des Burgbergs der Ruine Lindelbrunn, eine rechte, fast gleich starke Nebenquelle 600 m südlich auf 285 m Höhe (⊙). Die beiden Quellbäche fließen nach etwa einem Kilometer zusammen. Der vereinigte Bach ist nach etwa 2,5 km zu einem 300 m langen Weiher, dem Silzer See, aufgestaut. 250 m weiter, nördlich des Wild- und Wanderparks Südliche Weinstraße und am Ortseingang von Silz, nimmt der Klingbach von rechts den 2,8 km langen Sandwiesenbach auf, in der Dorfmitte von links den 1,3 km langen Silzer Bach. Anschließend passiert der Klingbach, stets entlang der Landesstraße 493 fließend, Münchweiler.
Zwischen dem Naturschutzgebiet Haardtrand – Am Klingbach (rechts) und dem Treutelsberg (links) verlässt der Klingbach das Mittelgebirge in östlicher Richtung, unterquert in Klingenmünster die Deutsche Weinstraße und erreicht die Oberrheinische Tiefebene. Deren Westhälfte durchfließt er in anfangs östlicher, später mehr nordöstlicher Richtung. Südlich von Rohrbach nimmt er von links den gut 20 km langen Kaiserbach, seinen stärksten Zufluss, oberhalb von Herxheim ebenfalls von links den 7 km langen Quodbach auf.
Nördlich von Hördt mündet der Klingbach auf 97 m Höhe von links in den Michelsbach, der hier einem alten Verlauf des Rheins folgt. Über den Michelsbach bildet der Klingbach zusammen mit dem Erlenbach und dem Otterbach ein zusammenhängendes Einzugsgebiet.

### Zuflüsse und Abzweigungen
Zuflüsse und Abzweigungen bachabwärts mit orographischer Seite, Länge und Einzugsgebiet:
- (Bach von der Ruine Lindelbrunn) (rechts), 0,9 km
- Sandwiesenbach (rechts), 2,8 km und 4,77 km²
- Silzer Bach (links), 1,3 km und 1,46 km²
- (Graben am Kinderdorf Silz) (rechts), 0,4 km und 0,5 km²
- Hüttentalgraben (links), 0,5 km und 0,43 km²
- (Bach von der Höhe) (rechts), 0,3 km und 0,47 km²
- (Bach vom Hundsfelsen) (links), 1,1 km und 0,72 km²
- (Bach aus dem Büffelstal) (rechts), 0,7 km und 0,67 km²
- (Bach vom Sauteich) (rechts), 0,9 km und 0,85 km²
- Federbach (links), 0,9 km und 1,88 km²
- (Graben am Bacchushof), auch Neubach (rechts), 1,4 km (Aus- bis Wiedereinleitung) und 0,65 km²
- (Graben am Zeltplatz), auch Kandelgraben (rechts), 1,0 km (Aus- bis Wiedereinleitung) und 0,93 km²
- Mühlgraben (links), 1,5 km (Aus- bis Wiedereinleitung) und 0,43 km²
- Brunnengraben (links), 0,9 km und 0,45 km²
- Kaiserbach (links), 20,9 km und 71,21 km²
- Alter Klingbach (rechts), 1,9 km und 7,23 km²
- Quodbach (links), 7,0 km und 32,83 km²
- Schambach (links), 2,1 km und 5,44 km²
- Waldgraben (rechts), 3,5 km und 5,20 km²
- Alter Klingbach (links), 2,1 km und 1,97 km²
- Bruchgraben (links), 0,8 km und 0,53 km²
- Nebengraben (links), 0,5 km (Aus- bis Wiedereinleitung) und 0,04 km²
- Alter Klingbach (rechts), 3,2 km (Aus- bis Wiedereinleitung) und 2,23 km²
- Altbach (links), 1,1 km und 0,94 km²
- Mühlgraben (rechts), 1,6 km (Aus- bis Wiedereinleitung) und 0,35 km²
- Schanzgraben (links), 1,2 km und 2,55 km²

### Ortsgemeinden am Klingbach
- Silz
- Münchweiler am Klingbach
- Klingenmünster
- Heuchelheim-Klingen
- Billigheim-Ingenheim
- Steinweiler
- Rohrbach
- Herxheim bei Landau/Pfalz
- Herxheimweyher
- Rülzheim
- Hördt

## Geschichte
Die Namen von Klingenmünster (Monasterium für Kloster) und Münchweiler (Mönchweiler) zeigen an, dass Niederlassungen von Mönchen für die Dorfgründungen verantwortlich waren. Zur Unterscheidung von anderen Ortschaften namens Münster wurde der Gemeinde Klingenmünster der Name des Bachs vorangesetzt.
Am Klingbach aufwärts führt eine Teilstrecke der Südroute der Pfälzer Jakobswege. Zwischen 1892 und 1957 bzw. 1968 verlief am Klingbach entlang die Klingbachtalbahn, die Rohrbach an der Bahnstrecke Neustadt–Wissembourg mit Klingenmünster verband. Der Klingbach-Radweg begleitet das Gewässer.
Der Mittlere Teil des Baches zwischen Klingenmünster und Steinweiler ist seit 1983 Bestandteil des Landschaftsschutzgebiets Klingbachtal – Kaiserbachtal.

## Bauwerke
In dem Bereich, in dem der Klingbach aus dem Pfälzerwald austritt, erstrecken sich links oberhalb seines Tals der Martinsturm und die Ruine der Burg Landeck. Südöstlich von Insheim befindet sich über dem Fluss die denkmalgeschützte Römerbrücke.

## Verkehr
Zwischen Mühlhofen und Billigheim wird der Klingbach von der Bundesstraße 38 überquert sowie weiter östlich zwischen Rohrbach und Steinweiler von der Bahnstrecke Neustadt–Wissembourg.